# Mount Drygalski
Der Mount Drygalski ist ein eisfreier und 210 m hoher Hügel nahe dem nordwestlichen Ende der Insel Heard im südlichen Indischen Ozean. Er ragt 1,1 km südöstlich der Atlas Cove auf.
Leutnant Washington Irving Chambers (1856–1934), später ein Pionier bei der Entwicklung des Katapultstarts auf Flugzeugträgern, kartierte ihn bei einer Fahrt mit der USS Marion zur Insel Heard im Januar 1882. Namensgeber ist der deutsche Polarforscher Erich von Drygalski (1865–1949), der bei der von ihm geführten Gauß-Expedition (1901–1903) im Jahr 1902 der Mannschaft angehörte, die nach einer Anlandung das Gebiet zwischen diesem Hügel und dem Rogers Head erkundete.